# Huambo

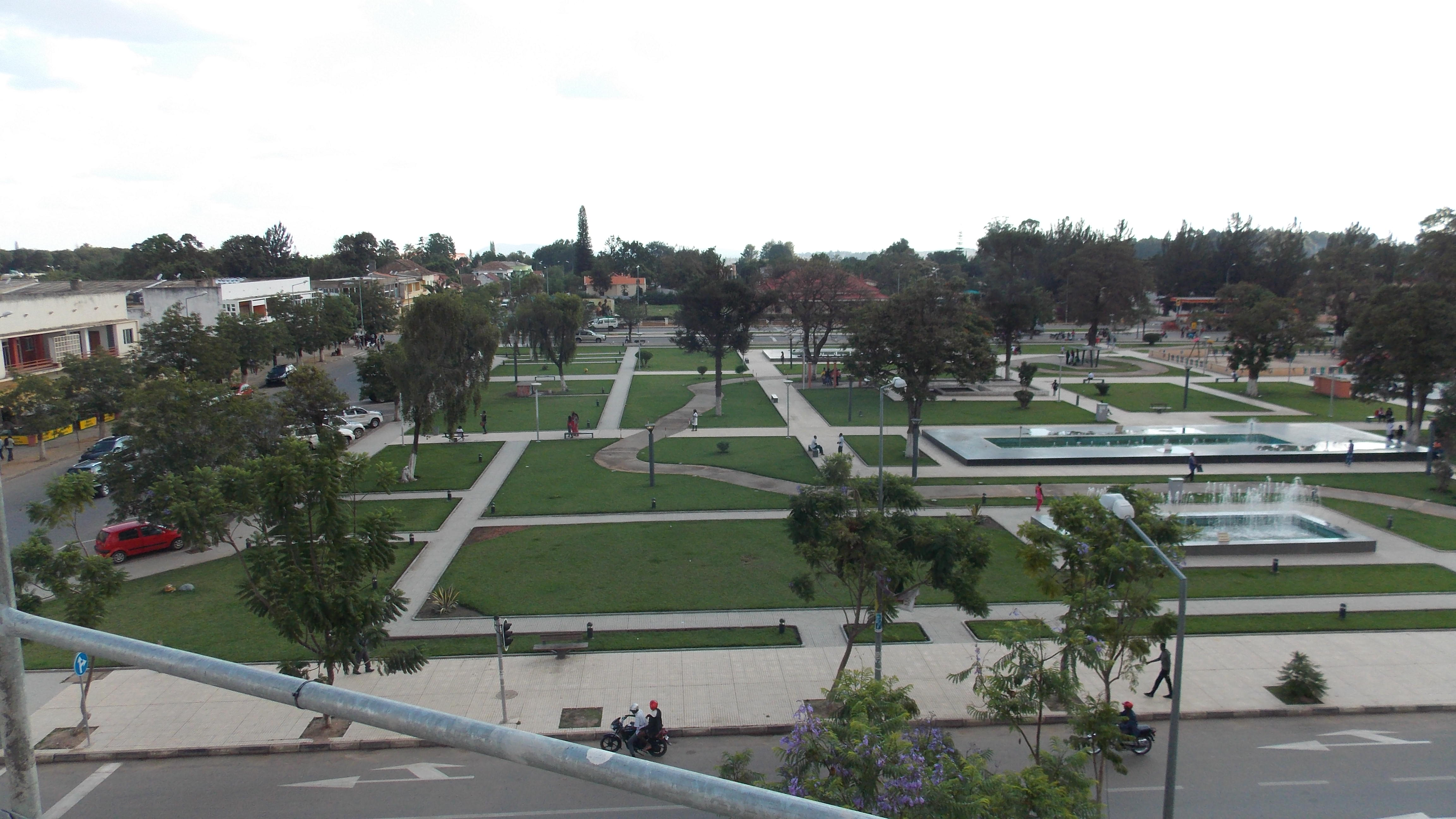
Jardim da Cultura.

Huambo är den näst största staden i Angola efter huvudstaden Luanda, och är huvudstad i provinsen Huambo. Kommunens folkmängd uppgick till cirka 665 000 invånare vid folkräkningen 2014. Huambo växte fram som en järnvägsknut längs Benguelajärnvägen, som går från hamnen i Benguela vidare till Kongo-Kinshasa och Zambia. Sydväst om staden ligger flygplatsen Albano Machado flygplats.
Staden grundades av portugiserna 1912 i samband med anläggandet av Benguelajärnvägen. 1928 fick staden namnet Nova Lisboa (Nya Lissabon), vilket den hette fram till Angolas självständighet 1975.
1983 hade staden över 200 000 invånare men drabbades hårt av inbördeskriget mellan UNITA och regimen i Angola.

## Geografi
Staden ligger ungefär 220 kilometer öster om Benguela och 600 kilometer sydöst om Luanda. Lokaliserad på Angolas högland, Biéplatån, cirka 1 700 m ö.h.. Huambo ligger nära floden Kunene.

## Historia

### Tidig historia
Huambo fick sitt namn från Wambu, en av 14 Ovimbundukungariken på Angolas centralplatå. Ovimbundus, en äldre stam ursprungligen från Östafrika, grundade sitt centrala kungarike Bailundu så tidigt som på 1400-talet. Wambu var ett av de mindre kungarikena och stod hierarkiskt under kungen av Bailundu men åtnjöt, som andra kungariken, en betydande grad av självstyre. 

### Under portugisiskt styre
Kungarna av Bailundu och Wambu (speciellt Ekuikui II och Katiavala I) motsatte sig byggandet av Benguelajärnvägen i början av 1900-talet genom att angripa arbetare och nybyggare. De blev till slut besegrade av den portugisiska armén och Huambo grundades officiellt den 8 augusti 1912 av den portugisiska generalen José Mendes Norton de Matos.
Den ekonomiska betydelsen av staden under portugisiskt styre är starkt sammankopplat till byggandet av Benguelajärnvägen, som startade i kuststaden Lobito 1902. Denna järnväg ansågs som den enklaste och billigaste vägen för att sammanlänka de rika koppargruvorna i Katanga med en kuststad, varifrån mineralen kunde exporteras. Lobitobukten var den bäst lämpade naturliga hamnen. 
Till en början fanns en del svårigheter vid anläggandet av järnvägen, beroende på hårdheten i marken, förekomst av malaria och till viss del motstånd från lokalbefolkningen. Huambo ansågs vara en strategisk plats för en järnvägsknut av många anledningar: ett milt klimat, tack vare den höga höjden av havet, och närhet till stora mängder vattenresurser. När väl de inledande problemen lösts gick arbetet relativt snabb och järnvägslänken till Belgiska Kongo var klar 1929. Då hade Huambo utvecklat en av de viktigaste järnvägsstäderna i Afrika. 
Under 1920-talet var Huambo en av stora ekonomiska motorerna i Portugisiska Västafrika. I staden fanns då viktiga livsmedelsfabriker, och den fungerade som exportmarknad för provinsens betydande jordbruksproduktion samt var känd för ett antal utbildningsanläggningar, speciellt Institutet för jordbruksforskning.
1928 döptes staden om till Nova Lisboa (Nya Lissabon), vilket indikerade att det koloniala styret hade för avsikt att göra staden till huvudstad i kolonin. Inom motorsport blev Nova Lisboa känt under 1960-talet för dess internationella 6 timmars sportvagnsrace.
Staden expanderade ända till landets självständighet 1975 och upplevde en stark ekonomisk tillväxt och utveckling, vilket gjorde den till en av de viktigaste städerna i Portugisiska Västafrika.

### Efter självständigheten

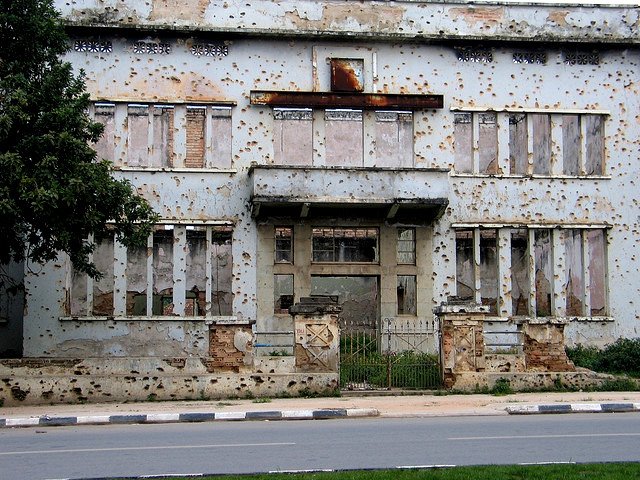
Krigsskadad byggnad i Huambo.

När Angola blev självständigt från Portugal 1975 bytte staden namn tillbaka till Huambo. Det angolanska inbördeskriget mellan 1975 och 2002 stoppade Angolas och Huambos utveckling samt förstörde en stor del av landets infrastruktur. Huambo blev platsen för ett antal brutala strider under det blodiga inbördeskriget mellan regeringsstyrkorna och UNITA från det att självständigheten uppnåddes tills UNITA-ledaren Jonas Savimbi dog 2002. Striderna berodde till stor del på att Huambo under kolonialtiden blev högkvarter för den nationella gerillarörelsen UNITA. Staden blev under kriget belägrad och till stor del förstörd, och invånarna massakrerades eller flydde staden.

### Efter inbördeskriget
Undertecknandet av ett nytt eldupphöravtal efter Jonas Savimbis död i februari 2002 gav lugn till staden. Fredsprocessen har blivit början på en nya era av utveckling, återuppbyggnad och pånyttfödelse. 
Efter krigsslutet har delar av Benguelajärnvägen reparerats och delar har börjat trafikeras igen, vilket har bidragit till återuppbyggnaden av staden. Kaffe, vete och majs har länge varit de mest odlade grödorna på åkermarkerna runt staden, men försök att återuppta jordbruk efter kriget har hindrats av den stora mängd landminor som fortfarande finns kvar på landsbygden.